# Westerhusen
Westerhusen is een dorp in de Duitse deelstaat Nedersaksen. Bestuurlijk maakt het deel uit van de gemeente Hinte, gelegen in de Landkreis Aurich in Oost-Friesland.
Westerhusen ligt vlak ten noorden van de stad Emden en is gebouwd op een warft.

## Bezienswaardigheden

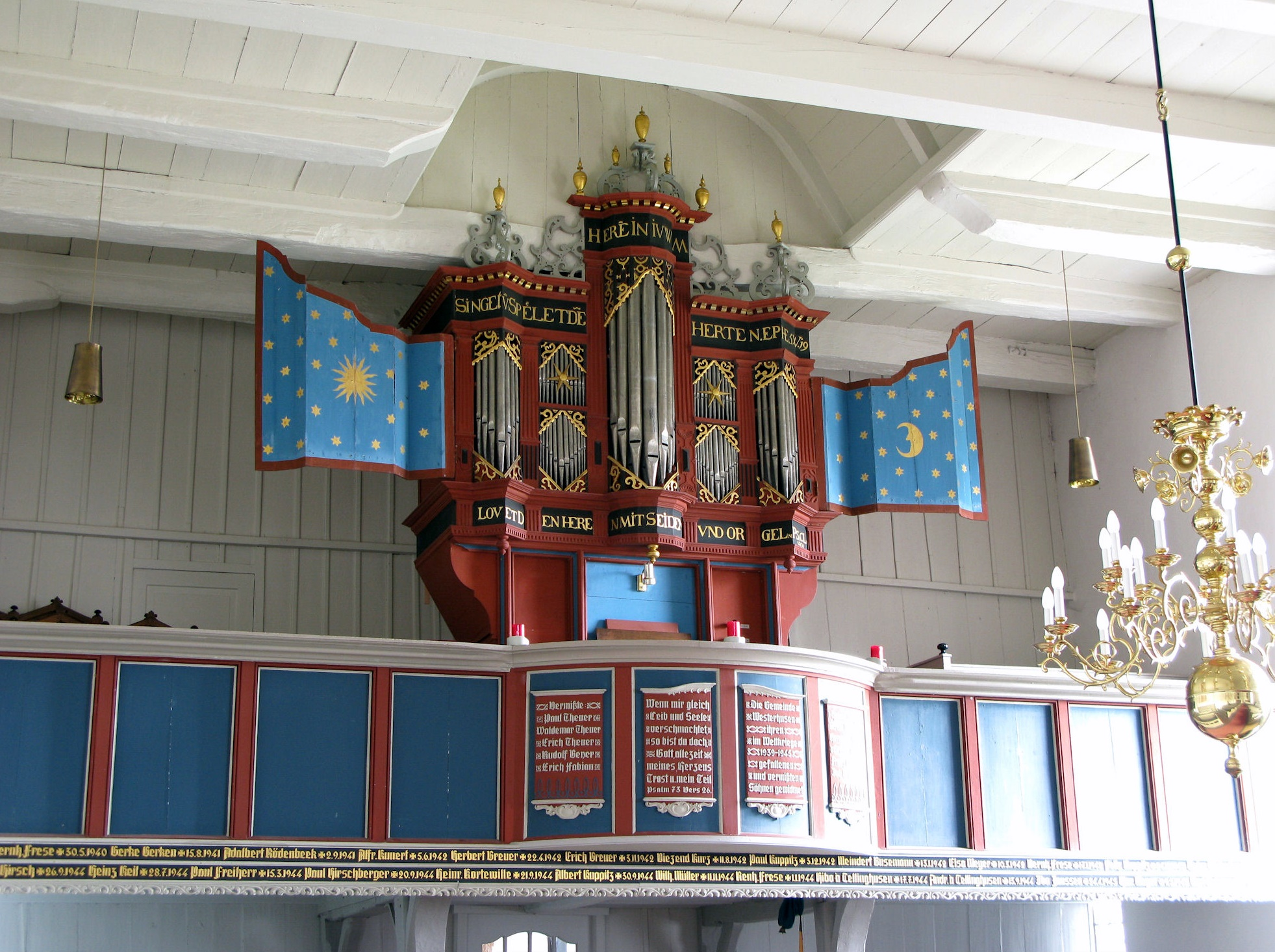
Kerkorgel Westerhusen

Midden op de warft staat de dorpskerk uit de vijftiende eeuw. De kerk heeft een romaanse voorganger gehad uit de dertiende eeuw. Het uit 1643 daterende kerkorgel in dit gebouw behoort tot de fraaiste van geheel Oost-Friesland.